# Areta Konomi
Areta Konomi (alb. Αρέτα Κονόμη; ur. 31 stycznia 1989 w Tiranie) – grecka siatkarka pochodzenia albańskiego, reprezentantka Grecji.